# Pont de Sant Martí d'Albars
El pont de Sant Martí d'Albars o pont del Molí és un pont medieval (per alguns autors romànic i per a d'altres gòtic) sobre la riera Gavarresa al costat de poble de Sant Martí d'Albars (Lluçanès).
Té dos arcs adovellats de mida diferent i la riera passa per sota del més gran. Les voltes, els estreps i el pilar central són fetes amb carreus disposats en filades horitzontals, a diferència de la resta que és feta de maçoneria de pedres irregulars, potser com a resultat d'una reconstrucció. El timpà sobre el pilar està alleugerit amb un forat pentagonal i al parament del pilar, a l'intradós de l'arrancada dels arcs, s'hi poden veure encara els orificis on es van recolzar els cindris per construir els arcs.